# Avenged Sevenfold
Avenged Sevenfold je americká metalová kapela pocházející z jižní Kalifornie. Skupina byla založena v roce 1999 ve městě Huntington Beach ležícím kousek od Los Angeles. Jejich styl bývá řazen k metalcoru, alternativnímu metalu a heavy metalu.
Avenged Sevenfold hráli metalcore v jejich albu Sounding the Seventh Trumpet, ve kterém jste mohli slyšet především styl screamo. Na svém třetím albu však skupina změnila styl a hlavní štítkové vydání, album City of Evil, které obsahuje více melodického zpěvu a „power ballads“. Skupina pokračovala v prozkoumávání zvuků v albu pojmenovaném po jejím názvu, vydali a těšili se velkému úspěchu, dokud nezemřel jejich bubeník James „The Rev“ Sullivan, zemřel kvůli srdeční chorobě a kombinaci efektů několika chemikálií v těle v roce 2009. Přes jeho smrt, skupina pokračovala s pomocí bubeníka Mika Portnoye, který dříve působil ve skupině Dream Theater a nahráli své páté album v roce 2010 (Toto album ještě celé nahrál The Rev, krom písně „So Far Away“, kterou nahráli dodatečně jako věnování právě zesnulému kamarádovi a členu skupiny). Toto album se dostalo na první místo v Billboard 200, úspěch takového rozměru pro skupinu prvním. S novým bubeníkem Arinem Ilejayem nahráli na jaře roku 2011 píseň „Not Ready to Die“ jako součást soundtracku ke hře Call of Duty: Black Ops. Během roku odehráli několik desítek koncertů,zahráli i na velkých evropských festivalech jako Rock am Ring, Rock im Park a Grassspop, v listopadu a prosinci odehrají turné s Hollywood Undead a před zahájením prací na další nahrávce si dají 6-7 měsíců pauzu.
Doteď Avenged Sevenfold vydalo pět alb, jedno živé album/kompilaci/DVD, a sedmnnáct singlů. Skupina byla vysoce oceněna pro jejich obrovský úspěch a byla prohlášena za jednu z hlavních a klíčových skupin v nové vlně amerického Heavy metalu a byla uvedena na druhém místě v Ultimate Guitar's Top nejlepších 10 skupin desetiletí. Christina Fuoco z AllMusic označila Avenged Sevenfold za „jednu z úspěšnějších a přístupnějších metalcorových skupin počátku 21. století.“

## Členové

### Současní
- M. Shadows – zpěv (1999 – současnost)
- Synyster Gates – hlavní kytara (2000 – současnost)
- Zacky Vengeance – kytara (1999 – současnost)
- Johnny Christ – baskytara (2002 – současnost)
- Brooks Wackerman – bicí (2016-současnost)

### Bývalí
- Arin Ilejay - bicí (2011 - 2015)
- The Rev - bicí (1999 – 2009)
- Matt Wendt – kytara (1999 – 2000)
- Justin Sane – baskytara (2000 – 2001)
- Dameon Ash – baskytara (2001 – 2002)
- Mike Portnoy - bicí (2010)

### Spolupráce
- Mike Portnoy – bicí (2010)
- Arin Ilejay – bicí (2011)

## Diskografie

### Studiová alba
- Sounding the Seventh Trumpet (2001)
- Waking the Fallen (2003)
- City of Evil (2005)
- Avenged Sevenfold (2007)
- Nightmare (2010)
- Hail to the King (2013)
- The Stage (2016)
- Life Is But a Dream... (2023)

### Video alba
- All Excess (2007)
- Live in the LBC (2008)

### Singly
- „Warmness on the Soul“ (2001)
- „Second Heartbeat“ (2003)
- „Unholly Confessions“ (2004)
- „Burn It Down“ (2005)
- „Bat Country“ (2005)
- „Beast and the Harlot“ (2006)
- „Seize the Day“ (2006)
- „Walk“ (2007)
- „Critical Acclaim“ (2007)
- „Almost Easy“ (2007)
- „Afterlife“ (2008)
- „Dear God“ (2008)
- „Gunslinger“ (2008)
- „Scream“ (2008)
- „Crossroads“ (2008)
- „Nightmare“ (2010)
- „So Far Away“ (2011)
- „Not Ready to Die“ (2011)
- „Buried Alive“ (2011)
- „Carry On“ (2012)
- „Hail to the King“ (2013)
- „Shepherd of Fire“ (2013)
- „This Means War“ (2014)
- „The Stage“ (2016)

### Videoklipy
- Warmness on the Soul (2001)
- Second Heartbeat (2003)
- Unholy Confessions (2004)
- Burn It Down (2005)
- Bat Country (2005)
- Beast and the Harlot (2006)
- Seize the Day (2006)
- Almost Easy (2007)
- A Little Piece of Heaven (2007)
- Afterlife (2008)
- Dear God (2008)
- Nightmare (2010)
- So Far Away (2011)
- Carry On (2012)
- Hail to the King (2013)
- Shepherd of Fire (2013)
- This Means War (2014)
- The Stage (2016)